# Rinaldo-Simen-Denkmal

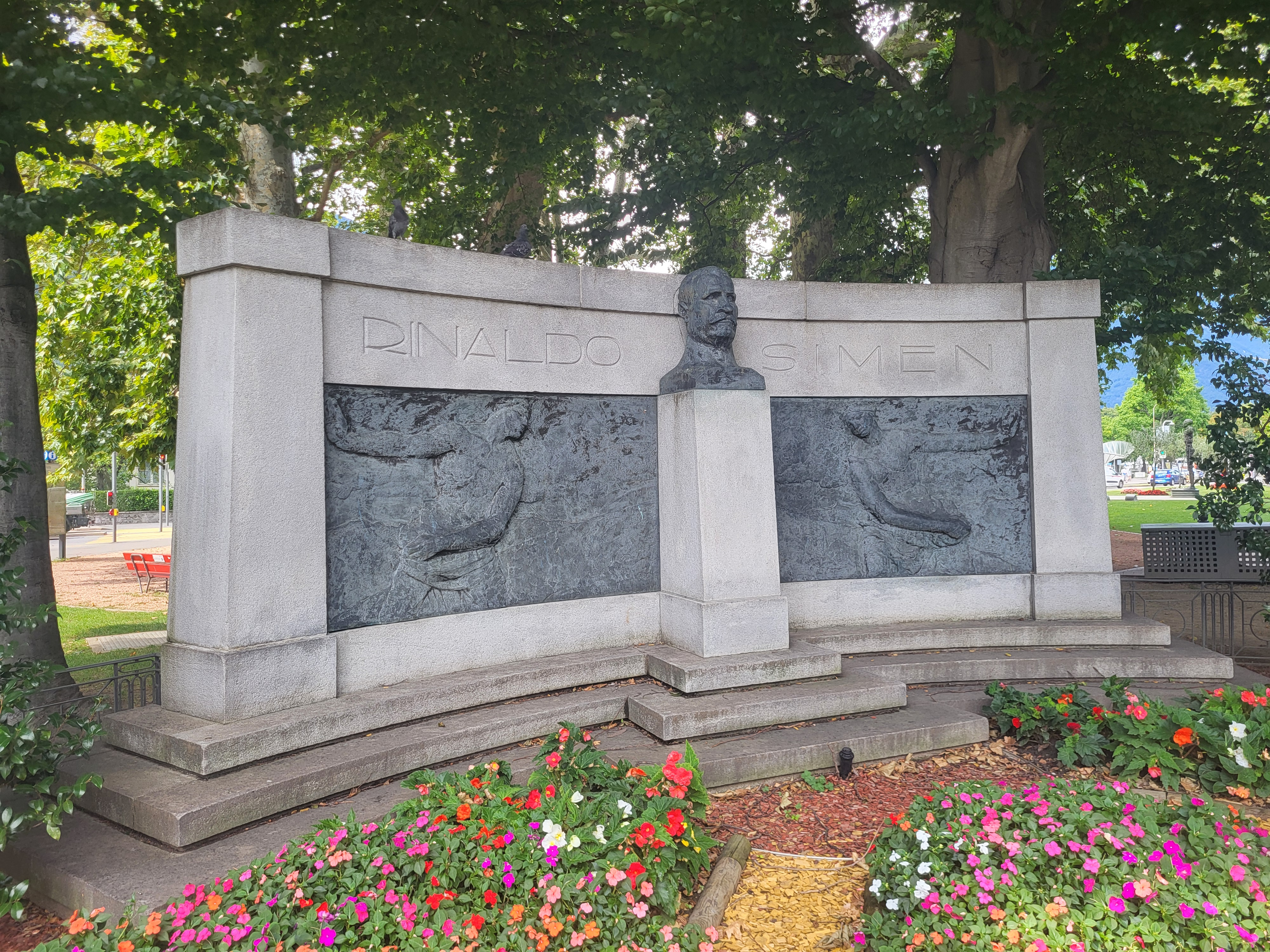
Das Rinaldo-Simen-Denkmal (2025)

Das Rinaldo-Simen-Denkmal (italienisch Monumento a Rinaldo Simen) ist ein 1923 eingeweihtes Denkmal in Bellinzona in der Schweiz, das dem Gedenken an den Politiker und Journalisten Rinaldo Simen (1849–1910) gewidmet ist. Das von Giuseppe Foglia geschaffene Werk ist das einzige figürliche Personendenkmal der Stadt.

## Geschichte

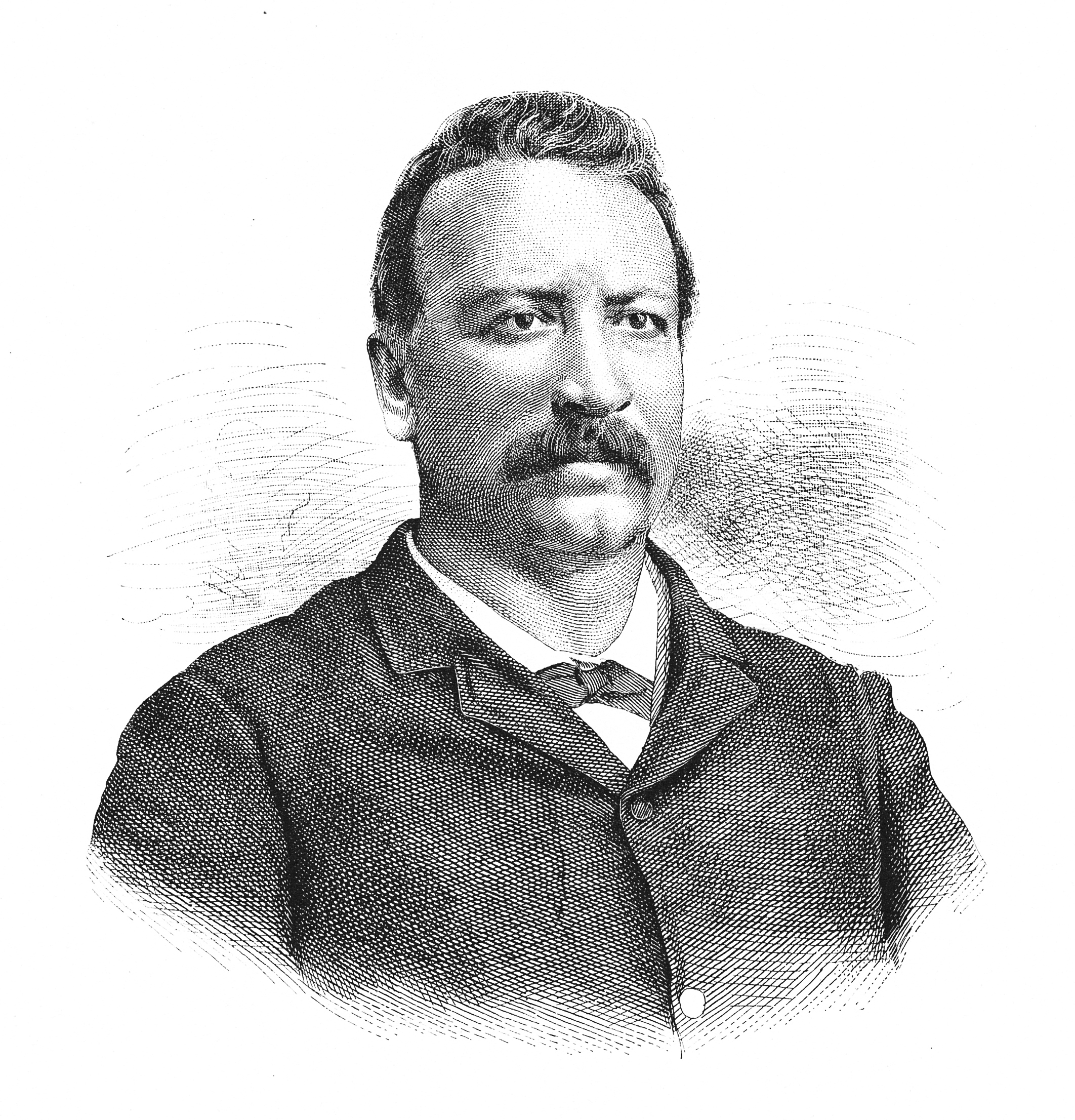
Rinaldo Simen (1893)

Rinaldo Simen arbeitete sich vom einfachen Telegrafisten zum renommierten Journalisten und prägenden Politiker des Kantons Tessin empor. 1869 gründete er den Tessiner Turnverband, 1878 die liberale Parteizeitung Il Dovere. 1890 gehörte er zu den Anführern des Tessiner Putsches und stand danach an der Spitze der Übergangsregierung. 1893–1910 sass er im Ständerat, 1893–1905 im Staatsrat des Kantons Tessin, wo er dem Erziehungs- und Landwirtschaftsdepartement vorstand und sich insbesondere um die Förderung der Volksschule verdient machte, und 1905–1910 im Grossen Rat des Kantons Tessin. Er starb am 20. September 1910 mit 61 Jahren nach einer Augenoperation.
Simen war jahrzehntelang die Galionsfigur der Liberalen im Kanton Tessin. Sogleich nach seinem Tod konstituierte sich deswegen das Denkmalkomitee Pro Monumento Simen, das im Februar 1911 eine öffentliche Spendensammlung zur Errichtung eines Simen-Denkmals initiierte. Im Oktober 1911 steuerte die «Gesellschaft der Freunde der Volksbildung und des öffentlichen Nutzens» 100 Franken an die Erstellung des Denkmals in Bellinzona bei. Im Oktober 1912 waren bereits etwa 11'000 Franken zusammengekommen. Im Juni 1913 beschloss der liberal dominierte Gemeinderat von Bellinzona mit 26 zu 9 Stimmen bei 3 Enthaltungen, einen Beitrag von 1000 Franken zu leisten. Die Konservativen stimmten dagegen, die Sozialisten enthielten sich.
Offenbar unabhängig davon wurde am 26. Januar 1913 ein Büstendenkmal für Simen in Locarno eingeweiht. An der «liberale[n] Feier» nahmen Personen aus allen Gegenden des Kantons Tessin teil. Nationalrat Evaristo Garbani-Nerini, Staatsrat Carlo Maggini und der Direktor der liberalen Zeitung Il Dovere Luigi Colombi hielten Reden.
Das Denkmalprojekt in Bellinzona wurde hingegen durch den Ersten Weltkrieg und die prekäre wirtschaftliche Lage erheblich verzögert. Erst am 5. November 1921 schrieb das Komitee «unter allen schweizerischen und den seit fünf Jahren im Tessin ansässigen ausländischen Künstlern» einen Wettbewerb zur Erlangung von Denkmalentwürfen aus. Einsendeschluss war der 31. Dezember 1921. In der Jury sassen der Architekt Enea Tallone, der Maler Augusto Sartori, der Ingenieur Emilio Forni und ein Mitglied des Komitees. Der erste Preis im Wert von 500 Franken ging an das Projekt mit dem Motto Seme des 33-jährigen Luganers Giuseppe Foglia.
Die Einweihung fand am 6. Mai 1923 anlässlich der ersten Versammlung des Tessiner Verbands der jungen Liberal-Radikalen statt. Ein gewaltiger Festzug begab sich zum Monument, wo etwa 4000 Personen der Zeremonie beiwohnten. Anwesend waren auch die letzten noch lebenden Anführer des Tessiner Putsches Brenno Bertoni, Germano Bruni, Antonio Soldini und Elia Colombi. Im Namen des Komitees überreichte der ehemalige Bürgermeister Bellinzonas Federico Pedotti das Denkmal der Stadt, als deren Repräsentant es sein Nachfolger Arnaldo Bolla dankend entgegennahm. Die offizielle Festrede hielt wie schon in Locarno Luigi Colombi.

## Beschreibung
Das Denkmal steht auf der Piazza Rinaldo Simen unterhalb des Castelgrande und bildet eine monumentale Exedra aus Verzasca-Granit, zu der drei Stufen emporführen. Mittig steht auf einem schmalen Postament eine Bronzebüste Simens. Links und rechts davon sind in grossen Majuskeln Vor- und Nachname des Geehrten eingehauen. Darunter sind zwei spiegelbildlich angelegte Bronzereliefs eingelassen, die einen Säer und eine Säerin zeigen.

## Deutung
Das gewählte Motto Seme (italienisch «Same, Keim»), das mit den beiden Reliefs verbildlicht wird, spielt mit dem ähnlichen Klang des Namens Simen und weist im übertragenen Sinne auf das Wirken des Geehrten hin, dessen Ideale und Prinzipien wie Samen in den nachfolgenden Generationen keimen sollen. Formal ist das Denkmal höchst innovativ, zumal es das Personendenkmal als Genre architektonisch in die Horizontale erweitert.